# John Beattie (rugby à XV, 1907-1977)
Pour les articles homonymes, voir John Beattie et Beattie.
Pas d'image ? Cliquez ici

a Compétitions nationales et continentales officielles uniquement.

b Matchs officiels uniquement.
Dernière mise à jour le 23 mai 2025.
John Armstrong Beattie dit Jock Beattie, né le 5 janvier 1907 à Hawick et mort le 10 février 1977 dans la même ville, est un joueur écossais de rugby à XV qui a évolué au poste de deuxième ligne pour l'équipe d'Écosse de 1929 à 1936 et en club avec le Hawick RFC.

## Biographie
John Beattie obtient sa première cape internationale à l'âge de 22 ans le 19 janvier 1929, à l'occasion d'un match contre l'équipe de France. Il évolue pour l'équipe d'Écosse qui remporte la triple couronne en 1933. Il connaît sa dernière cape internationale à l'âge de 29 ans le 21 mars 1936 à l'occasion d'un match contre l'équipe d'Angleterre.

## Palmarès
- Vainqueur du Tournoi des Cinq Nations en 1929
- Vainqueur du Tournoi britannique en 1933

## Statistiques en équipe nationale
- 23 sélections avec l'équipe d'Écosse
- Sélections par année : 2 en 1929, 1 en 1930, 4 en 1931, 4 en 1932, 3 en 1933, 2 en 1934, 4 en 1935, 3 en 1936.
- Tournois des Cinq Nations disputés : 1929, 1930, 1931.
- Tournois britanniques disputés : 1932, 1933, 1934, 1935, 1936.